# Oodnadatta
Oodnadatta is een plaats in Zuid-Australië, gelegen in het hart van de woestijn op 112 meter boven zeeniveau, 1011 km ten noorden van Adelaide. Oodnadatta telt ruim 200 inwoners en kan bereikt worden via een onverharde weg vanuit Coober Pedy of via de Oodnadatta Track van Marree naar Marla. De naam is afgeleid uit het Arrernte waarin utnadata 'bloesem' betekent.
John McDouall Stuart verkende de regio in 1859. De route die Stuart in kaart bracht tijdens zijn reizen tussen 1857 en 1862 werd als basis genomen voor de Overland Telegraph Line - het nieuw aan te leggen telegraafnetwerk. In 1890 werd Oodnadatta het eindpunt van een spoorlijn uit het zuiden, totdat de spoorlijn in 1928 verlengd werd naar Alice Springs. Sinds The Ghan-spoorlijn in 1981 verlegd werd naar een nieuw traject westwaarts is Oodnadatta een rustige nederzetting geworden met voornamelijk inheemse Australische bewoners (Aborigines).
Oodnadatta is ook de plaats waar de hoogste betrouwbaar gemeten temperatuur van het land is gemeten: 50.7°C op 2 januari 1960. Eerder was in Cloncurry een hogere waarde genoteerd (in 1889) maar die was niet op een betrouwbare manier gemeten.